# ローズ・ケネディ
ローズ・エリザベス・フィッツジェラルド・ケネディ（Rose Elizabeth Fitzgerald Kennedy、1890年7月22日 - 1995年1月22日）は、アメリカ合衆国の慈善家、社交家であり、ケネディ家の一員である。
実業家で駐英大使のジョセフ・P・ケネディ・シニアの妻であり、その子供の中には大統領ジョン・F・ケネディや上院議員のロバート・F・ケネディ、エドワード・ケネディなどがいる。

## 若年期
ローズは、マサチューセッツ州ボストンのノースエンドにあるガーデンコート4番地で生まれた。ボストン市長のジョン・F・フィッツジェラルド（ハニー・フィッツ）とメアリー・ジョセフィン・ハノンの間に生まれた6人兄弟の長子である。
幼い頃は、マサチューセッツ州ドーチェスターのアッシュモント・ヒル地区にある家に住み、近くのガールズ・ラテン・スクールに通っていた。この家は後に焼失したが、ウェルス通りとハーレー通りの角にある銘板には、ローズ・フィッツジェラルド・ケネディ・スクエアと記されている。この銘板は、1992年の彼女の102歳の誕生日に、彼女の息子であるエドワード・ケネディ上院議員によって寄贈されたものである。
オランダ・ファールスの修道院付属の学校、カステル・ブルーメンダールで学び、1906年にドーチェスター高校を卒業した。その後、ボストンのニューイングランド音楽院でピアノを学んだ。父にウェルズリー大学への入学を断られ、マンハッタンにあるマンハッタンビル聖心女子大学（当時は学位を与える資格がなかった）に入学した。1908年、父と一緒にヨーロッパを旅行し、バチカンで父とともに教皇ピウス10世に謁見した。

## 結婚と家族
1914年10月7日、24歳で、7年以上の求婚期間を経て、ジョセフ・パトリック・ケネディと結婚した。求婚期間が長くなったのは、彼女の父親がケネディを嫌っていたためである。ケネディの父は実業家・政治家のパトリック・J・ケネディで、父ジョン・F・フィッツジェラルドの政敵だった。
2人は当初、マサチューセッツ州ブルックラインの家（現在はジョン・フィッツジェラルド・ケネディ国定史跡となっている）に住み、その後、ケープコッドのハイアニス・ポートにある15部屋の別荘に住み、ここがケネディ家の永続的な拠点となった。
2人の間には、ジョセフ・ジュニア（ジョー）、ジョン（ジャック）、ローズ（ローズマリー）、キャスリーン（キック）、ユーニス、パトリシア（パット）、ロバート（ボビー）、ジーン、エドワード（テッド）の9人の子供がいた。

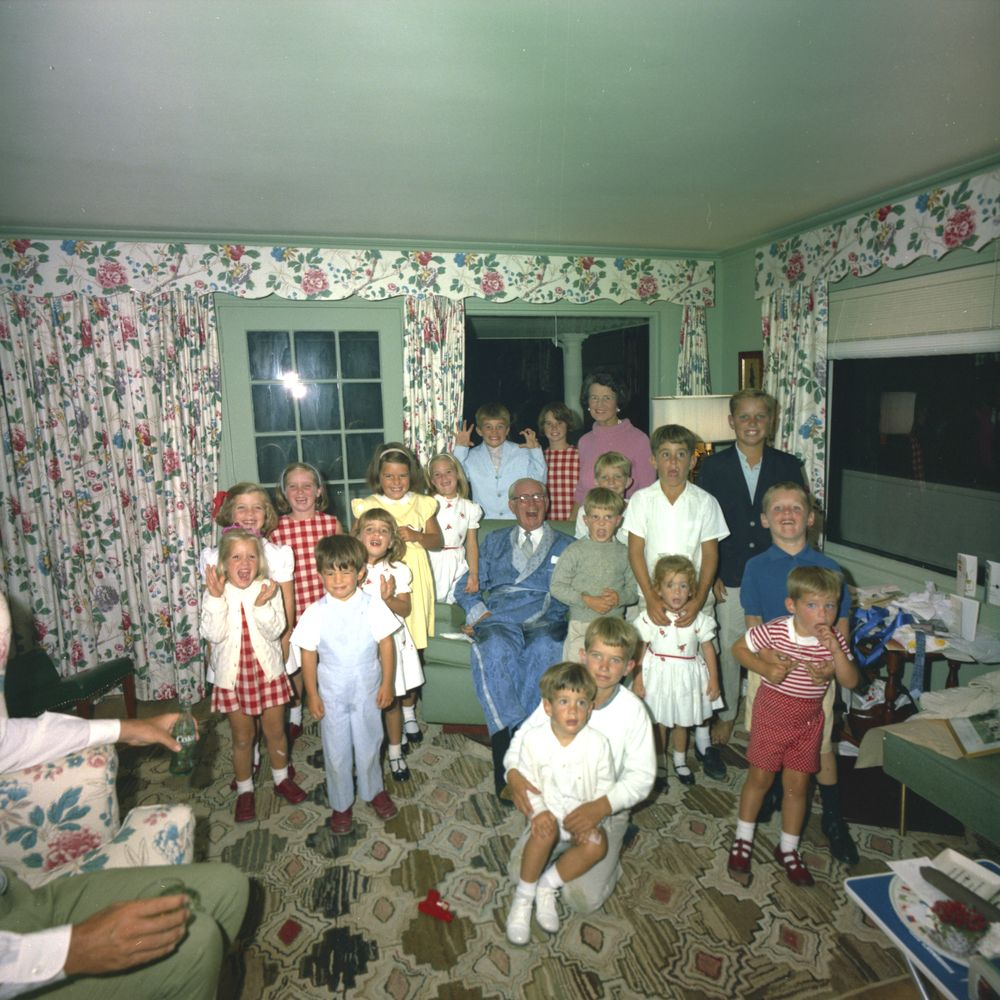
ローズ・ケネディ（一番後で立っている女性）と夫のジョセフ・P・ケネディ・シニア（中央のソファに座る人物）と孫たち（1963年）。左手前でコーラの瓶を持っているのは、当時大統領のジョン・F・ケネディ。

夫のジョセフは家族のためによく働いていたが、女優グロリア・スワンソンなど複数の女性と浮気していた。ローズは、4人目の子供キャスリーンを妊娠して8か月目の時に一時的に実家に戻ったが、父親から離婚はできないと言われ、ジョセフのもとに戻った。夫の浮気を見て見ぬふりをしていたローズは、薬物に依存するようになった。ロナルド・ケスラーは、ローズの神経質やストレスを和らげるために精神安定剤のセコナル、プラシジル、リブリウム、ダルメーンを、胃腸のためにロモチル、ベンチル、リブラックス、タガメットを処方した記録を見つけた。
ローズ・ケネディは生涯を通じて厳格なカトリック教徒であった。100歳の誕生日を迎えた後も、日曜日のミサを欠席することはほとんどなく、「極めて礼儀正しい」外見を保っていた。彼女の厳格な信念は、しばしば子供たちと対立することになった。ジャクリーン・ケネディは、アイルランド人神父のジョセフ・レオナルド神父に宛てた手紙の中で、義母のことをこう表現している。「ジャックの母親はあまり聡明ではないと思う。（彼女は）本を読むよりもロザリオを唱える方が好きなようだ。」
ローズ・ケネディは、自分は専業主婦として完全に満たされていると述べている。1974年に出版された自叙伝"Times to Remember"の中で、彼女は次のように書いている。「私は子育てを、愛と義務の仕事としてだけでなく、世界のどんな立派な職業よりも十分に興味深く、やりがいのある職業であり、私が持ちうる最高のものを要求される職業であると考えていました……。母親にとって、素晴らしい息子や娘を育てるという希望以上の願望や挑戦があるでしょうか?」

## 晩年

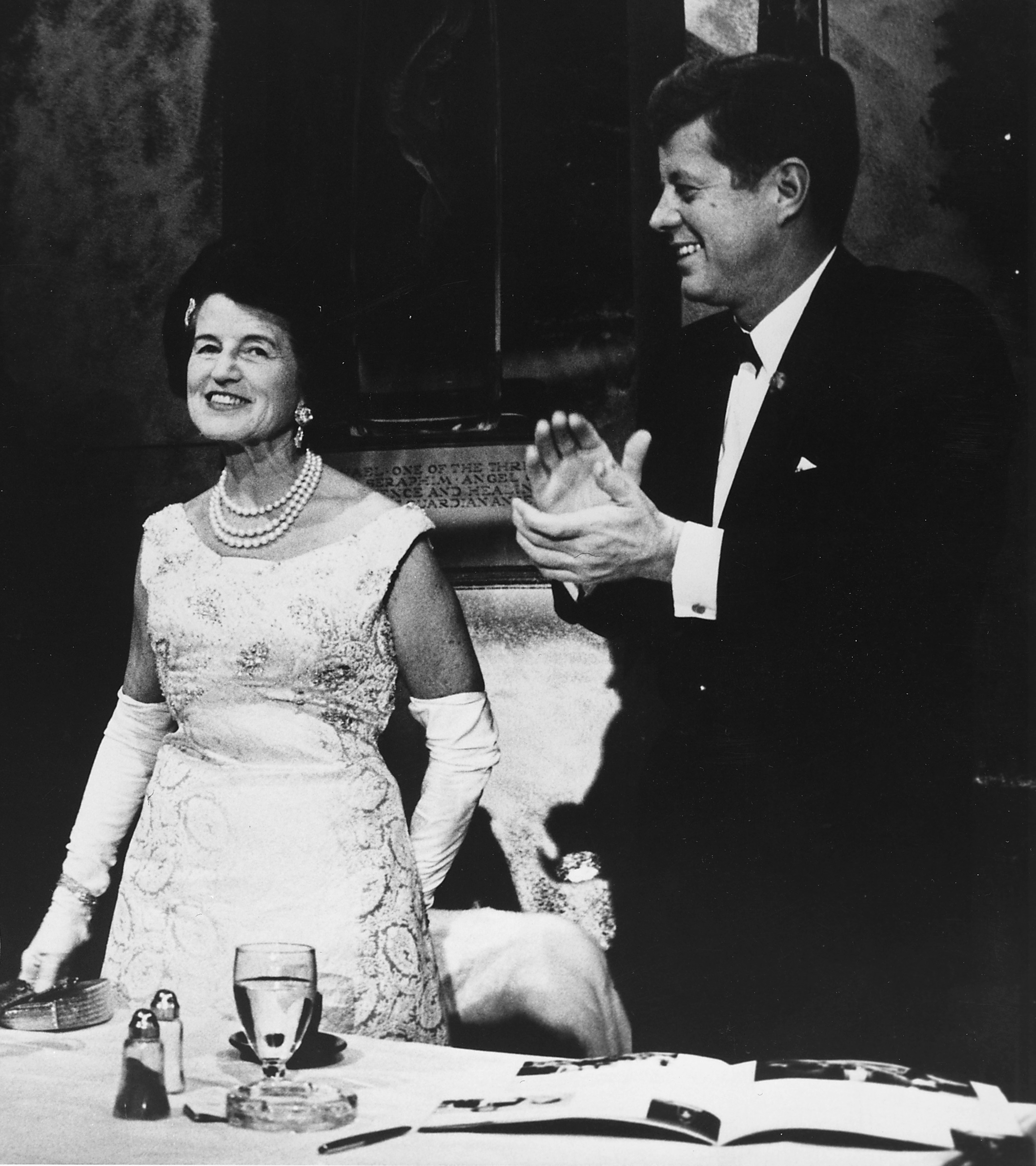
ローズ・ケネディと息子のジョン・F・ケネディ大統領（1962年）

1960年に息子のジョンが大統領に選出されると、ローズもまたセレブリティとみなされるようになり、国際ベスト・ドレッサー・リストにも登場した。彼女の社会活動のほとんどは、慈善団体や女性グループへの参加であった。摂氏10度のケープコッドの家の外で海を泳ぐこともあった。
1984年に脳卒中で倒れてからは、亡くなるまでの11年間を車椅子で過ごした。マサチューセッツ州ハイアニス・ポートのケネディ家の別荘「ケネディ・コンパウンド」で、専属の看護師やスタッフが世話をした。

## 死去
1995年1月22日、ケネディは肺炎の合併症により104歳で、ハイアニス・ポートのケネディ・コンパウンドで亡くなった。遺体は、夫とともにマサチューセッツ州ブルックラインのハリウッド墓地に埋葬された。

## 栄誉
1951年、ローマ教皇ピウス12世は、ローズ・ケネディの「模範的な母性と多くの慈善事業」を評価して、教皇女伯爵(Papal countess)の称号を与えた。これは、アメリカ人女性としては6人目である。
彼女が102歳になった1992年、ボストンのウェルス通りとハーレー通りの交差点は、「ローズ・フィッツジェラルド・ケネディ・スクエア」と命名された。この銘板は、彼女の息子であるエドワード・ケネディ上院議員によって寄贈された。
ローズ・ケネディの人生と業績は、短編ドキュメンタリー"Rose Kennedy: A Life to Remember"で紹介された。この作品は、アカデミー賞にノミネートされた。
彼女は生涯にわたるサインコレクターでもあった。
アイルランドで最も長い橋であるローズ・フィッツジェラルド・ケネディ橋は、ローズ・ケネディに因んで命名されている。

## 書籍
- Kennedy, Rose Fitzgerald (1974). Times To Remember. Doubleday and Company[11]
  - 日本語版：大前正臣訳『わが子ケネディ』徳間書店、1974年／徳間文庫、1984年。ISBN 978-4195976685
- Kennedy, Rose Fitzgerald (1995). Times To Remember. Doubleday and Company. ISBN 978-0-38547-657-7[12]

## 関連文献
- Nasaw, David. The Patriarch: The Remarkable Life and Turbulent Times of Joseph P. Kennedy (2012), scholarly biography of her husband
- Perry, Barbara A. Rose Kennedy: The Life and Times of a Political Matriarch  (W.W. Norton & Company; 2013)
- Shriver, Timothy. "Fully Alive: Discovering What Matters Most," (Sarah Crichton Books-Farrar, Straus and Giroux, 2014)